# Кубок Англии по футболу 1913/1914
Кубок Англии 1913/1914 (англ. FA Cup 1913–14) — 43-й розыгрыш старейшего кубкового футбольного турнира, Кубка Футбольной ассоциации, более известного как Кубок Англии. Победителем стал клуб «Бернли», в финале победивший «Ливерпуль» со счётом 1:0. Для «Бернли» это была первая и, на данный момент, единственная победа в Кубке Англии.

## Календарь
В сезоне 1913/14 турнир состоял из двух предварительных, пяти квалификационных и четырёх основных раундов, а также полуфиналов и финала.
| Раунд                            | Дата                      |
| -------------------------------- | ------------------------- |
| Экстрапредварительный раунд      | Суббота, 13 сентября 1913 |
| Предварительный раунд            | Суббота, 27 сентября 1913 |
| Первый квалификационный раунд    | Суббота, 11 октября 1913  |
| Второй квалификационный раунд    | Суббота, 1 ноября 1913    |
| Третий квалификационный раунд    | Суббота, 15 ноября 1913   |
| Четвёртый квалификационный раунд | Суббота, 29 ноября 1913   |
| Пятый квалификационный раунд     | Суббота, 13 декабря 1913  |
| Первый раунд                     | Суббота, 10 января 1914   |
| Второй раунд                     | Суббота, 31 января 1914   |
| Третий раунд                     | Суббота, 21 февраля 1914  |
| Четвёртый раунд                  | Суббота, 7 марта 1914     |
| Полуфиналы                       | Суббота, 28 марта 1914    |
| Финал                            | Суббота, 25 апреля 1914   |

## Первый раунд
В первом раунде сыграли 38 из 40 клубов, представляющих Первый и Второй дивизионы Футбольной лиги, а также 12 клубов-победителей пятого квалификационного раунда.
Всего в первом раунде сыграло 64 команды. Из них 14 не входили в Футбольную лигу:
| Саутгемптон          |
| Миллуолл Атлетик     |
| Куинз Парк Рейнджерс |
| Кристал Пэлас        |
| Суиндон Таун         |
| Плимут Аргайл        |
| Рединг               |

| Портсмут                 |
| Нортгемптон Таун         |
| Бристоль Роверс          |
| Эксетер Сити             |
| Лондон Каледонианс       |
| Вест Хэм Юнайтед         |
| Брайтон энд Хоув Альбион |

32 матча первого раунда прошли в субботу, 10 января 1914 года. В семи из них была зафиксирована ничья, переигровки прошли на следующей неделе.
| №           | Хозяева                  | Счёт | Гости                    | Дата           |
| ----------- | ------------------------ | ---- | ------------------------ | -------------- |
| 1           | Бирмингем                | 2:1  | Саутенд Юнайтед          | 10 января 1914 |
| 2           | Бернли                   | 3:1  | Саут Шилдс               | 10 января 1914 |
| 3           | Ливерпуль                | 1:1  | Барнсли                  | 10 января 1914 |
| Переигровка | Барнсли                  | 0:1  | Ливерпуль                | 14 января 1914 |
| 4           | Престон Норт Энд         | 5:2  | Бристоль Роверс          | 10 января 1914 |
| 5           | Джиллингем               | 1:0  | Блэкпул                  | 10 января 1914 |
| 6           | Блэкберн Роверс          | 3:0  | Мидлсбро                 | 10 января 1914 |
| 7           | Астон Вилла              | 4:0  | Сток                     | 10 января 1914 |
| 8           | Уэнсдей                  | 3:2  | Ноттс Каунти             | 10 января 1914 |
| 9           | Болтон Уондерерс         | 3:0  | Порт Вейл                | 10 января 1914 |
| 10          | Вулверхэмптон Уондерерс  | 3:0  | Саутгемптон              | 10 января 1914 |
| 11          | Вест Бромвич Альбион     | 2:0  | Гримсби Таун             | 10 января 1914 |
| 12          | Сандерленд               | 9:0  | Чатем                    | 10 января 1914 |
| 13          | Дерби Каунти             | 1:0  | Нортгемптон Таун         | 10 января 1914 |
| 14          | Суиндон Таун             | 1:0  | Манчестер Юнайтед        | 10 января 1914 |
| 15          | Лестер Фосс              | 5:5  | Тоттенхэм Хотспур        | 10 января 1914 |
| Переигровка | Тоттенхэм Хотспур        | 2:0  | Лестер Фосс              | 15 января 1914 |
| 16          | Ньюкасл Юнайтед          | 0:5  | Шеффилд Юнайтед          | 10 января 1914 |
| 17          | Манчестер Сити           | 2:0  | Фулхэм                   | 10 января 1914 |
| 18          | Куинз Парк Рейнджерс     | 2:2  | Бристоль Сити            | 10 января 1914 |
| Переигровка | Бристоль Сити            | 0:2  | Куинз Парк Рейнджерс     | 14 января 1914 |
| 19          | Глоссоп                  | 2:1  | Эвертон                  | 10 января 1914 |
| 20          | Портсмут                 | 0:4  | Эксетер Сити             | 10 января 1914 |
| 21          | Вест Хэм Юнайтед         | 8:1  | Честерфилд               | 10 января 1914 |
| 22          | Плимут Аргайл            | 4:1  | Линкольн Сити            | 10 января 1914 |
| 23          | Брэдфорд Сити            | 2:0  | Вулидж Арсенал           | 10 января 1914 |
| 24          | Миллуолл Атлетик         | 0:0  | Челси                    | 10 января 1914 |
| Переигровка | Челси                    | 0:1  | Миллуолл Атлетик         | 14 января 1914 |
| 25          | Халл Сити                | 0:0  | Бери                     | 10 января 1914 |
| Переигровка | Бери                     | 2:1  | Халл Сити                | 14 января 1914 |
| 26          | Лидс Сити                | 4:2  | Гейнсборо Тринити        | 10 января 1914 |
| 27          | Клэптон Ориент           | 2:2  | Ноттингем Форест         | 10 января 1914 |
| Переигровка | Ноттингем Форест         | 0:1  | Клэптон Ориент           | 14 января 1914 |
| 28          | Олдем Атлетик            | 1:1  | Брайтон энд Хоув Альбион | 10 января 1914 |
| Переигровка | Брайтон энд Хоув Альбион | 1:0  | Олдем Атлетик            | 14 января 1914 |
| 29          | Кристал Пэлас            | 2:1  | Норвич Сити              | 10 января 1914 |
| 30          | Брэдфорд Парк Авеню      | 5:1  | Рединг                   | 10 января 1914 |
| 31          | Хаддерсфилд Таун         | 3:0  | Лондон Каледонианс       | 10 января 1914 |
| 32          | Суонси Таун              | 2:0  | Мертир Таун              | 10 января 1914 |

## Второй раунд
16 матчей второго раунда прошли в субботу, 31 января 1914 года. Один из них завершился вничью, переигровка состоялась на следующей неделе.
| №           | Хозяева                  | Счёт | Гости                   | Дата           |
| ----------- | ------------------------ | ---- | ----------------------- | -------------- |
| 1           | Бирмингем                | 1:0  | Хаддерсфилд Таун        | 31 января 1914 |
| 2           | Бернли                   | 3:2  | Дерби Каунти            | 31 января 1914 |
| 3           | Ливерпуль                | 2:0  | Джиллингем              | 31 января 1914 |
| 4           | Блэкберн Роверс          | 2:0  | Бери                    | 31 января 1914 |
| 5           | Болтон Уондерерс         | 4:2  | Суиндон Таун            | 31 января 1914 |
| 6           | Вулверхэмптон Уондерерс  | 1:1  | Уэнсдей                 | 31 января 1914 |
| Переигровка | Уэнсдей                  | 1:0  | Вулверхэмптон Уондерерс | 4 февраля 1914 |
| 7           | Сандерленд               | 2:1  | Плимут Аргайл           | 31 января 1914 |
| 8           | Шеффилд Юнайтед          | 3:1  | Брэдфорд Парк Авеню     | 31 января 1914 |
| 9           | Манчестер Сити           | 2:1  | Тоттенхэм Хотспур       | 31 января 1914 |
| 10          | Глоссоп                  | 0:1  | Престон Норт Энд        | 31 января 1914 |
| 11          | Вест Хэм Юнайтед         | 2:0  | Кристал Пэлас           | 31 января 1914 |
| 12          | Брайтон энд Хоув Альбион | 3:1  | Клэптон Ориент          | 31 января 1914 |
| 13          | Миллуолл Атлетик         | 1:0  | Брэдфорд Сити           | 31 января 1914 |
| 14          | Лидс Сити                | 0:2  | Вест Бромвич Альбион    | 31 января 1914 |
| 15          | Эксетер Сити             | 1:2  | Астон Вилла             | 31 января 1914 |
| 16          | Суонси Таун              | 1:2  | Куинз Парк Рейнджерс    | 31 января 1914 |

## Третий раунд
Восемь матчей третьего раунда прошло в субботу, 21 февраля 1914 году. Один из них потребовал переигровки.
| №           | Хозяева          | Счёт | Гости                    | Дата            |
| ----------- | ---------------- | ---- | ------------------------ | --------------- |
| 1           | Бирмингем        | 1:2  | Куинз Парк Рейнджерс     | 21 февраля 1914 |
| 2           | Бернли           | 3:0  | Болтон Уондерерс         | 21 февраля 1914 |
| 3           | Блэкберн Роверс  | 1:2  | Манчестер Сити           | 21 февраля 1914 |
| 4           | Астон Вилла      | 2:1  | Вест Бромвич Альбион     | 21 февраля 1914 |
| 5           | Уэнсдей          | 3:0  | Брайтон энд Хоув Альбион | 21 февраля 1914 |
| 6           | Сандерленд       | 2:0  | Престон Норт Энд         | 21 февраля 1914 |
| 7           | Вест Хэм Юнайтед | 1:1  | Ливерпуль                | 21 февраля 1914 |
| Переигровка | Ливерпуль        | 5:1  | Вест Хэм Юнайтед         | 25 февраля 1914 |
| 8           | Миллуолл Атлетик | 0:4  | Шеффилд Юнайтед          | 21 февраля 1914 |

## Четвёртый раунд
Четыре игры четвёртого раунда прошли в субботу, 7 марта 1914 году. Два из них завершились вничью, переигровки прошли на следующей неделе. Матч между «Манчестер Сити» и «Шеффилд Юнайтед» потребовал двух переигровок, победу в итоге одержал клуб из Шеффилда.
| №           | Хозяева         | Счёт | Гости                | Дата          |
| ----------- | --------------- | ---- | -------------------- | ------------- |
| 1           | Ливерпуль       | 2:1  | Куинз Парк Рейнджерс | 7 марта 1914  |
| 2           | Уэнсдей         | 0:1  | Астон Вилла          | 7 марта 1914  |
| 3           | Сандерленд      | 0:0  | Бернли               | 7 марта 1914  |
| Переигровка | Бернли          | 2:1  | Сандерленд           | 11 марта 1914 |
| 4           | Манчестер Сити  | 0:0  | Шеффилд Юнайтед      | 7 марта 1914  |
| Переигровка | Шеффилд Юнайтед | 0:0  | Манчестер Сити       | 12 марта 1914 |
| Переигровка | Шеффилд Юнайтед | 1:0  | Манчестер Сити       | 16 марта 1914 |

## Полуфиналы
Полуфинальные матчи прошли в субботу, 28 марта 1914 года. Матч между «Бернли» и «Шеффилд Юнайтед» завершился вничью, в переигровке победу одержал «Бернли».
| Бернли | 0:0 | Шеффилд Юнайтед |
| ------ | --- | --------------- |
|        |     |                 |

Переигровка
| Бернли | 1:0 | Шеффилд Юнайтед |
| ------ | --- | --------------- |
|        |     |                 |

| Ливерпуль | 2:0 | Астон Вилла |
| --------- | --- | ----------- |
|           |     |             |

## Финал
В финале встретились «Бернли» и «Ливерпуль», ранее не выходившие в финал Кубка Англии. Игра прошла 25 апреля 1914 года на стадионе «Кристал Пэлас» в Лондоне. «Бернли» одержал победу благодаря единственному голу, забитому бывшим игроком «Эвертона» Бертом Фрименом. Это был последний финал Кубка Англии, прошедший на стадионе «Кристал Пэлас». На игре впервые присутствовал правящий монарх, Георг V.

### Матч
| Бернли     | 1:0 | Ливерпуль |
| ---------- | --- | --------- |
| Фримен 57′ |     |           |

| Бернли | Ливерпуль |